# Luiz Gonzaga Paes Landim
Luiz Gonzaga Paes Landim (São João do Piauí, 31 de maio de 1941 – Teresina, 23 de maio de 2021) foi um advogado, professor e político brasileiro. Exerceu três mandatos de deputado estadual pelo Piauí e foi superintendente da SUDENE.

## Dados biográficos
Filho de Francisco Antônio Paes Landim Neto e Natália Ferreira Paes Landim. Formado em Direito pela Universidade Católica de Santos e em Letras pela Universidade Federal do Piauí, é advogado e professor. Durante a estadia em Santos colaborou como jornalista para A Tribuna além de diretor de imprensa e diretor cultural do centro acadêmico e segundo José Lopes dos Santos lá iniciou sua militância política ao lado de Mário Covas e Athiê Jorge Coury, dentre outros. Outrora militante do PSB e do MTR optou pela ARENA quando retornou ao Piauí.
Chefe de gabinete de Wall Ferraz na Secretaria de Educação durante o primeiro governo Alberto Silva e na prefeitura de Teresina quando Ferraz foi nomeado prefeito pelo governador Dirceu Arcoverde, elegeu-se deputado estadual em 1978 reelegendo-se pelo PDS em 1982 e pelo PFL em 1986, aderiu à candidatura de Alberto Silva (PMDB) embora seu partido tivesse Freitas Neto como candidato a governador. No curso de seu derradeiro mandato filiou-se ao PL, mas decidiu não disputar a reeleição.
Secretário de Meio Ambiente no primeiro governo Mão Santa, retornou ao PSB e candidatou-se, sem sucesso, a deputado estadual em 2006 e a deputado federal em 2010. Retornou à vida pública como Secretário de Mineração do governo Wilson Martins em 2012 e permaneceu no cargo até que a presidente Dilma Rousseff o nomeou para o comando da Superintendência do Desenvolvimento do Nordeste (SUDENE) no mesmo ano.
Seu pai foi eleito deputado estadual pela UDN em 1947 e ao deixar a Assembleia Legislativa foi substituído pelo irmão Paulo Henrique Paes Landim. Dentre seus irmãos estão o deputado federal José Francisco Paes Landim, a deputada estadual Amparo Paes Landim e Murilo Antônio Paes Landim, secretário de Administração no segundo governo Alberto Silva e eleito prefeito de São João do Piauí via PPS em 1996 e 2000.
Faleceu na capital piauiense vítima de COVID-19.